# Таутургень
Таутургень (каз. Таутүрген) — село в Енбекшиказахском районе Алматинской области Казахстана. Входит в состав Тургенского сельского округа. Код КАТО — 194081200.

## Население
В 1999 году население села составляло 558 человек (284 мужчины и 274 женщины). По данным переписи 2009 года, в селе проживало 665 человек (326 мужчин и 339 женщин).